# Гражданин

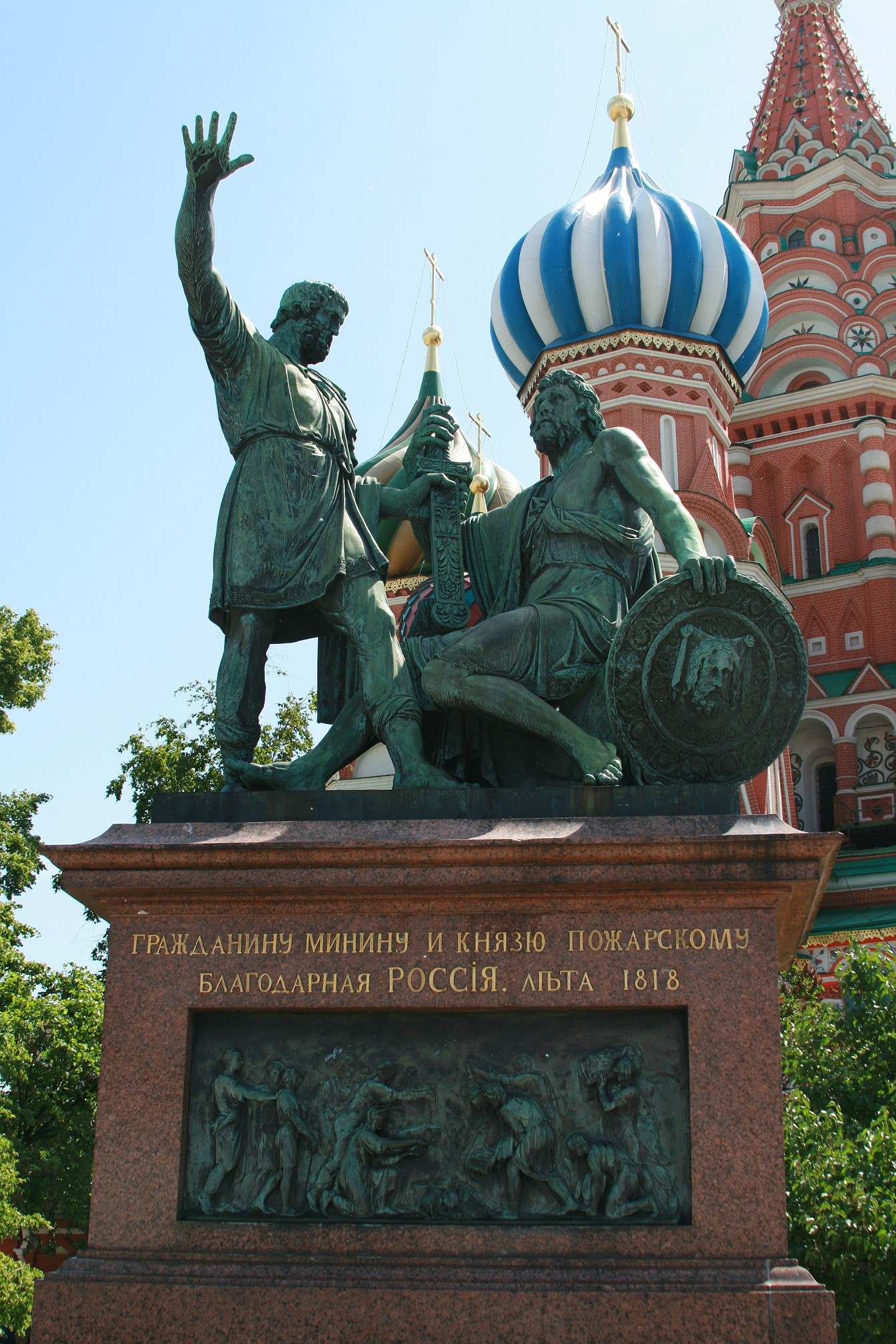
«ГРАЖДАНИНУ МИНИНУ И КНЯЗЮ ПОЖАРСКОМУ БЛАГОДАРНАЯ РОССІЯ. ЛѢТА 1818», 2008 год.

Граждани́н (м.), Гражда́нка (ж.) — лицо, принадлежащее к постоянному населению того или иного государства, имеющее любую национальность, этнос, пользующееся его защитой и наделённое совокупностью прав и обязанностей в рамках действующих законов государства.
Слово «гражданин» в правовом деле того или иного государства является термином и обозначает принадлежность индивида к определённому государству. Аналогом термина «гражданин» в монархических государствах выступает термин подданный. На начало XX столетия ограничения в правах граждан существовали в некоторых государствах для иностранцев, женщин, несовершеннолетних, опекаемых, несостоятельных должников, общественно призреваемых, находящихся под судом и отбывающих наказание по судебному приговору. 

## История
В мировой истории первыми гражданами были свободные жители (не рабы), и не всякий житель того или иного города-государства (полиса), а лишь член гражданской общины, называвшейся государством полития (πολιτεία), в Древней Греции. Свободные жители древней Греции обладали политическими, социальными и имущественными правами, например, могли участвовать в самостоятельном управлении городом-государством, иметь частную собственность и несли личную, гражданскую и имущественную ответственность перед обществом и государством-городом. Таких людей называли «политис» («πολίτης»). Главными правами граждан были, право:
- вступать в брак;
- приобретать недвижимую собственность в пределах общины;
- вчинять иски в суде;
- участвовать в народных собраниях и судах;
- участвовать в судах;
- занимать государственные должности.

В древнем Риме гражданин (civis), свободнорожденное лицо, пользовавшееся полнотой гражданских и политических прав. Женщины не рассматривались древнеримским правом как граждане, хотя имели право владения собственностью. Права римского гражданина сильно менялись с течением времени, кроме того, они зависели от социального статуса личности и её заслуг перед римским государством. Согласно древнеримским законам, любой римский гражданин, даже самый последний нищий, не мог попасть в зависимость от другого лица, подвергнуться телесным наказаниям (порке и пытке), быть приговорённым к смертной казни или изгнанию, без согласия на то народного собрания, то есть граждан своего государства.
В Средние века в Европе широко применялось слово «горожанин» (бюргер, буржуа), и оно обозначало свободного жителя города, который мог самостоятельно выбирать род деятельности и место проживания в границах своего государства. Современный термин «гражданин» в правовом деле закрепился в общественной практике только с начала XX столетия, когда произошли значительные изменения в жизни европейской цивилизации, в связи с переворотами (революциями).
В современный период времени, в соответствии с законодательством того или иного государства, гражданином становятся лица при их рождении или приёме в гражданство, того или иного государства. При рождении правовой статус гражданина приобретается по «праву крови», «праву почвы» или путём их различных сочетаний. А приём в гражданство осуществляется на основании различных обстоятельств, в соответствии с законодательством того или иного государства, например:
- длительного проживания на территории государства;
- брака с гражданином государства;
- родственных связей с гражданином государства;
- и так далее.

## Россия

### В Российской империи
В Российской империи слово «гражданин» официально обозначало «городского обывателя», то есть жителя города, горожанина (от последнего слова и произошло само слово «гражданин»). Слово также употреблялось и в современном смысле; введение этого значения приписывается Радищеву, однако первое упоминание этого слова в современном значении зафиксировано в переводе трактата С. Пуфендорфа 1726 года.
Возможно также происхождение от слова граница, то есть человек принадлежал той или иной территории.
Обращение стало общеупотребительным после Февральской революции 1917 года.

### В СССР
В СССР основные права и свободы человека и гражданина были закреплены в Конституции СССР и конституциях Союзных республик, например в Конституции УССР.
Основной официальной формой устного и письменного обращения в Советском Союзе было слово «товарищ». Обращения сударь/сударыня, господин/госпожа были советской властью отменены и считались антиобщественными либо устаревшими. Некоторые применяли обращение «гражданин» наряду со словом «товарищ» а также использовали, его производные слова «граждане», «гражданка», «гражданочка». Обращение «гражданин» — в отличие от «товарищ» — применялось в тех случаях, когда необходимо было подчеркнуть правовую или должностную дистанцию между людьми (так должны были обращаться друг к другу чиновник и проситель, кондуктор и пассажир, следователь и подследственный, судья и обвиняемый, заключённый и охранник, и так далее), или когда требовалось пробудить именно гражданские чувства, например в призывах к соблюдению общественного порядка, правил проезда в общественном транспорте, правил безопасности, в случае экстренных объявлений на радио.

### В Российской Федерации
В Российской Федерации — России понятие «гражданин» употребляется для обозначения субъектов гражданского права и обязанностей (Гражданские права) либо принадлежности к гражданству России.
В России основные права и свободы человека и гражданина закреплены в главе 2 Конституции Российской Федерации.

## США

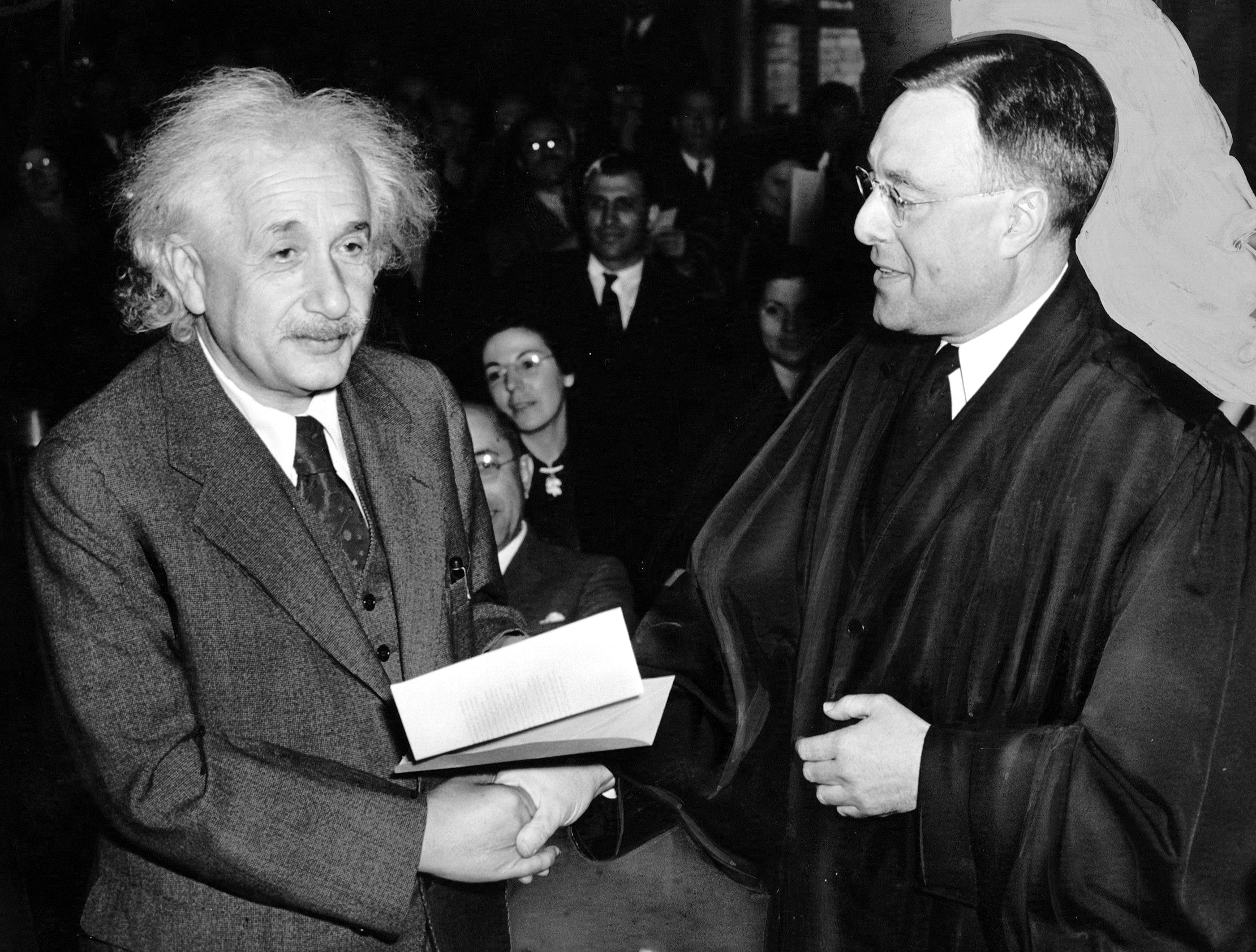
А. Эйнштейн получает свидетельство гражданина США.

Из-за разделения суверенитета между североамериканским штатом (государством) в составе федерации и федеральным правительством США североамериканец является гражданином одновременно как федеративной республики то есть США, так и  государства (штата) его проживания в составе североамериканской федерации. Для добровольного перемещения между государствами (штатами) не требуется разрешения, тогда как экстрадиция из одного государства (штата) в другой требует корректной процедуры (иногда проблематичной). При этом по Конституции США гражданам каждого государства (штата) предоставляются все привилегии и льготы граждан других государства (штатов).